# Inott Point
Der Inott Point ist eine Landspitze an der Ostküste der Livingston-Insel im Archipel der Südlichen Shetlandinseln. Sie liegt 1,5 km nordnordöstlich des Edinburgh Hill und ragt in die McFarlane Strait hinein.
Das UK Antarctic Place-Names Committee benannte sie 1962 nach Robert Inott (1764–1825), Kapitän des Robbenfängers Samuel aus Nantucket, der zwischen 1820 und 1821 in den Gewässern um die Südlichen Shetlandinseln operiert hatte.